# Veules-les-Roses
Veules-les-Roses est une station balnéaire et une commune française, située en bord de mer, dans le département de la Seine-Maritime, en région Normandie. Elle compte parmi « Les Plus Beaux Villages de France ».
Ses habitants sont les Veulais.

## Géographie

### Localisation
| Manche                | Manche           | Manche             |
| Manneville-ès-Plains  | Veules-les-Roses | Sotteville-sur-Mer |
| Gueutteville-les-Grès | Blosseville      |                    |

La commune de Veules-les-Roses se situe sur le littoral cauchois (côte d'Albâtre).
Le village est situé à 7 km de Saint-Valery-en-Caux, à 8 km de Fontaine-le-Dun, à 18 km de Doudeville, à 20 km d'Offranville et à 26 km  de Dieppe.

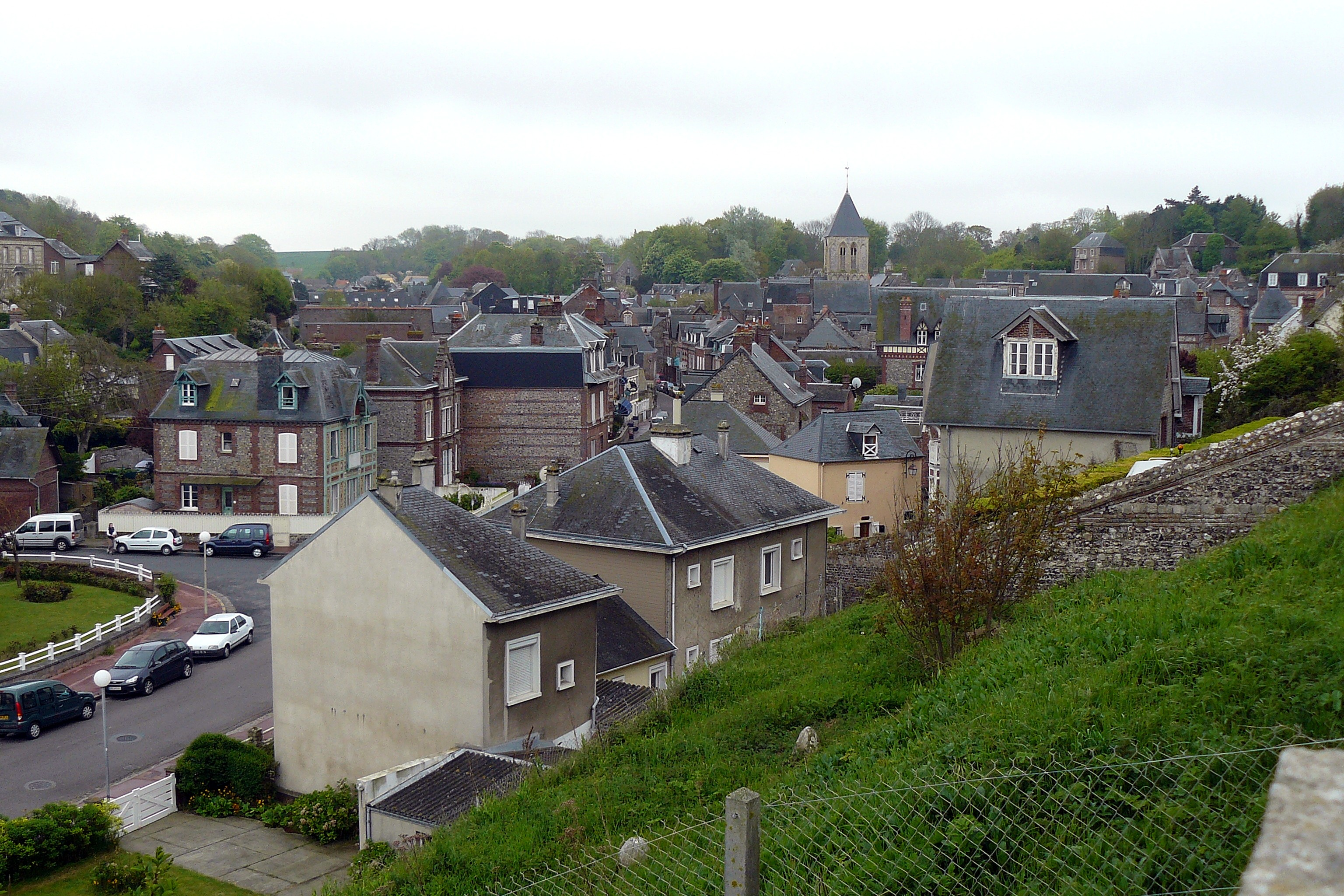
Vue générale du village.
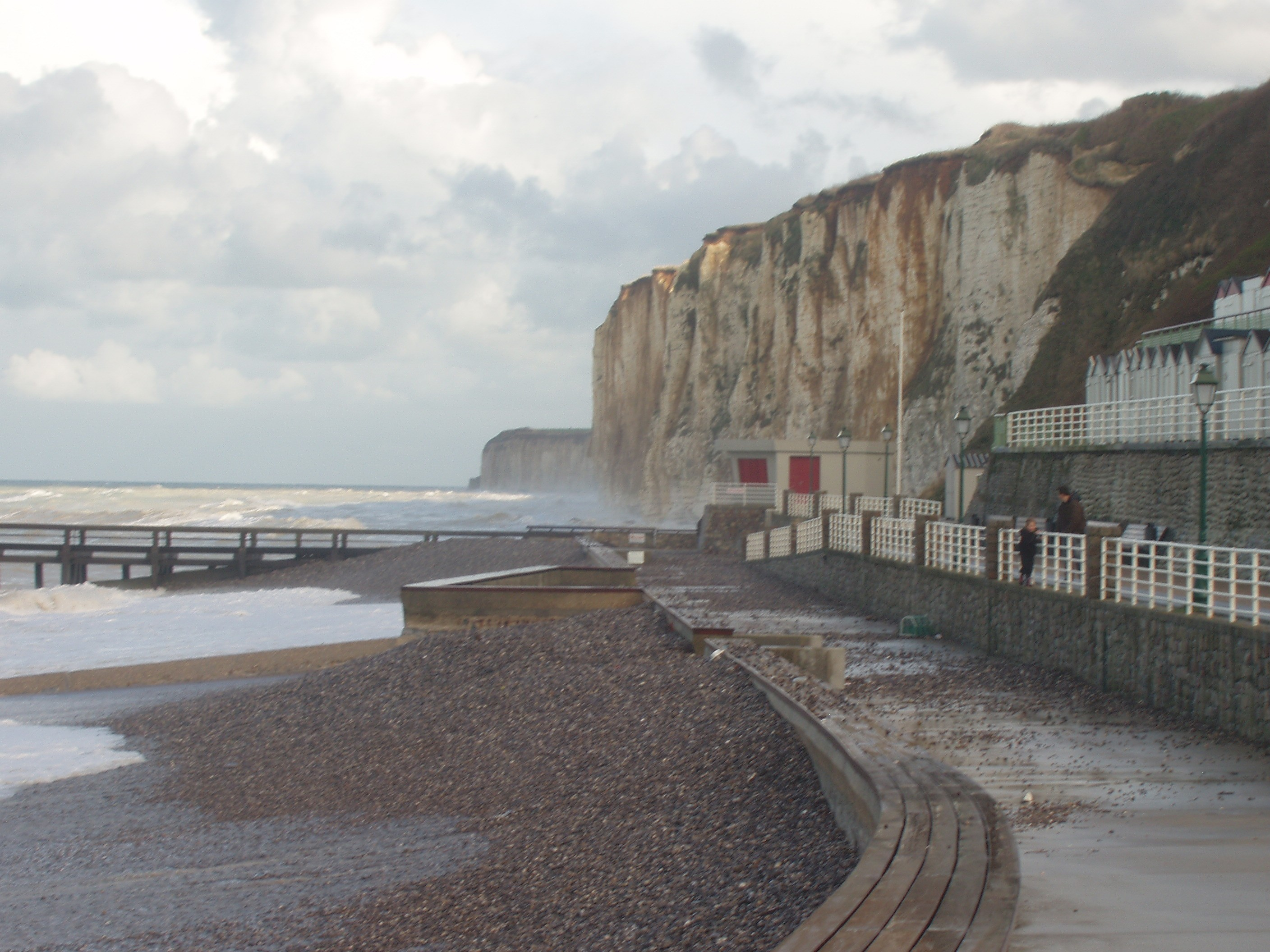
La falaise, vue vers l'est.
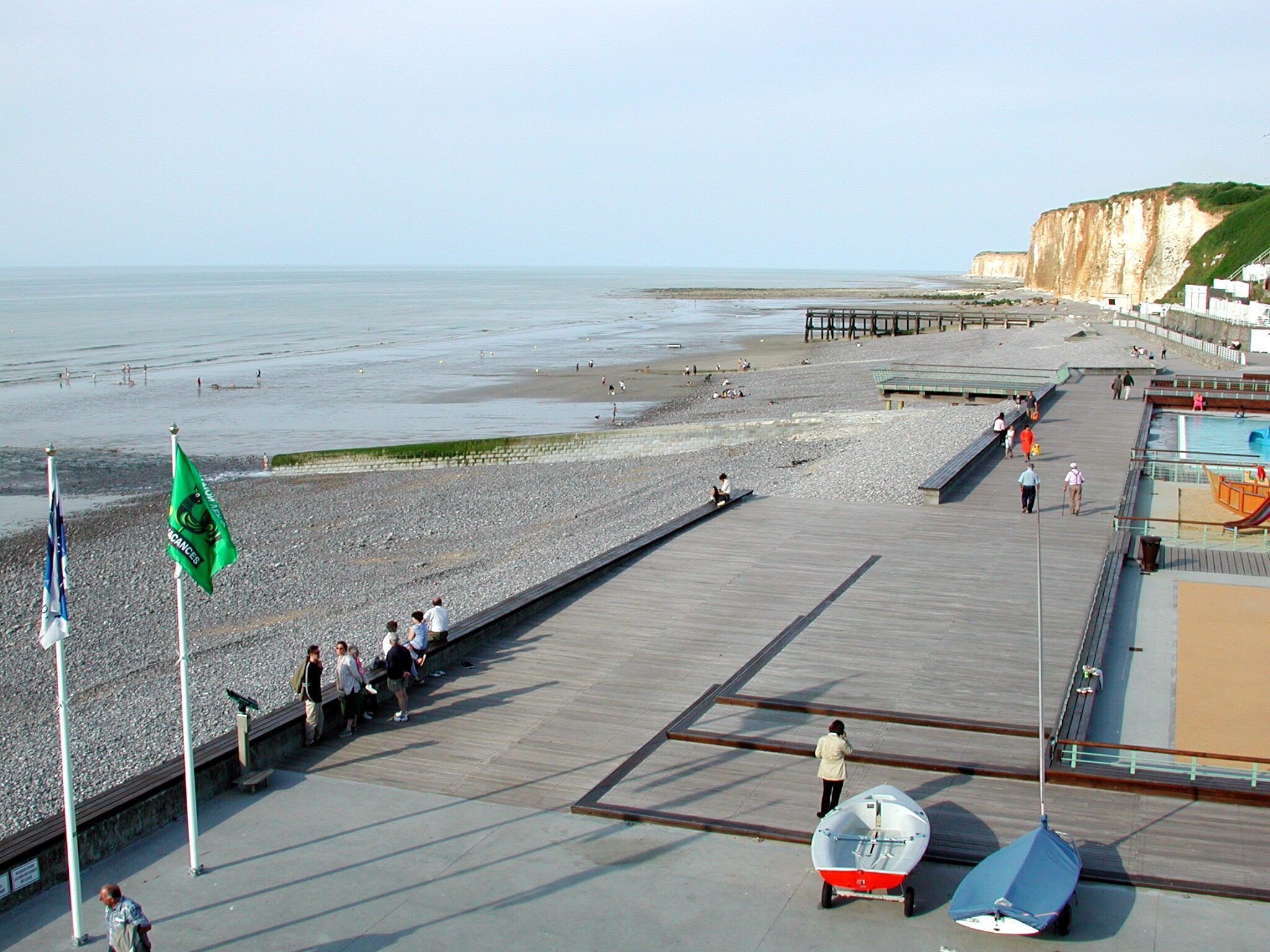
La plage, vue vers l'est.
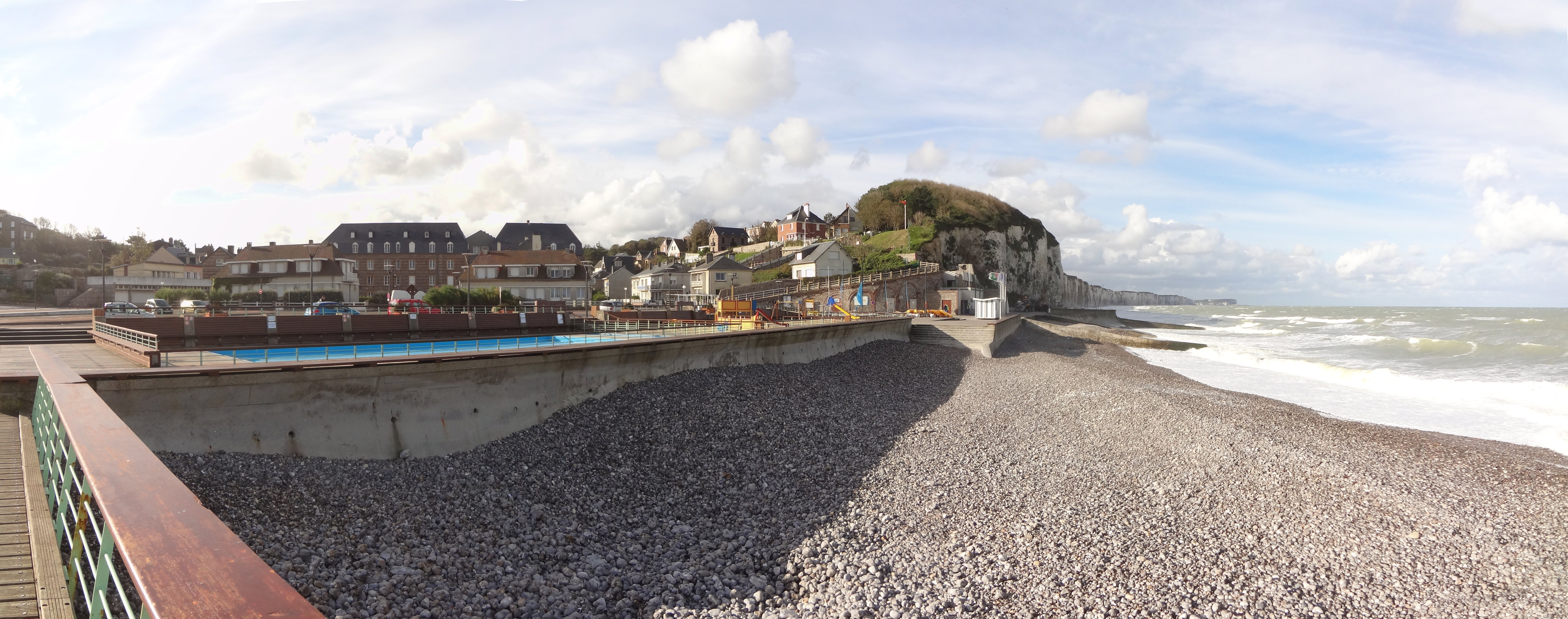
Le village et les falaises, vue vers l'ouest.

### Hydrographie
La commune est située dans le bassin Seine-Normandie. Elle est drainée par  et un autre petit cours d'eau,.

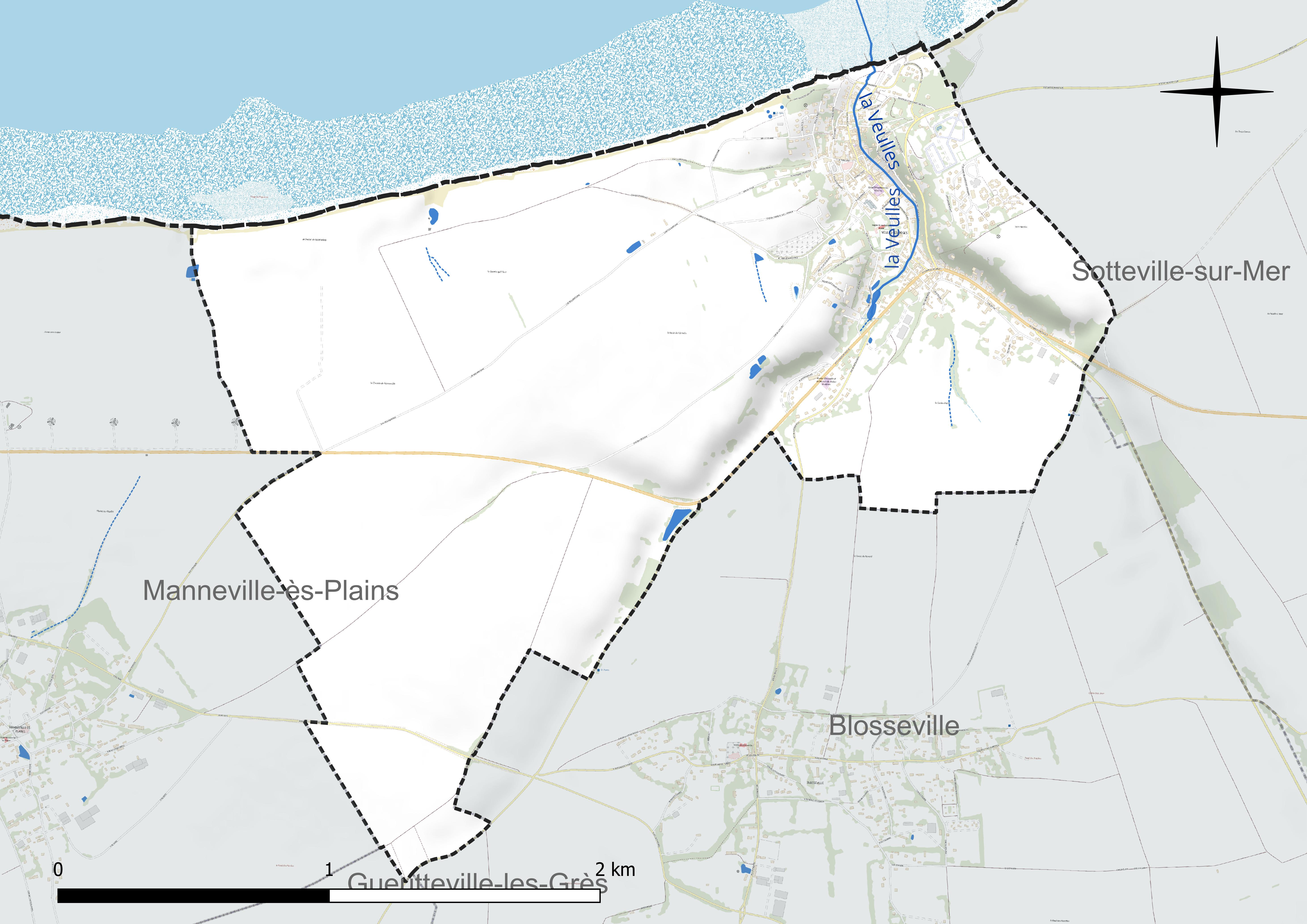
Réseau hydrographique de Veules-les-Roses.

### Climat
Pour des articles plus généraux, voir Climat de la Normandie et Climat de la Seine-Maritime.
En 2010, le climat de la commune est de type climat océanique franc, selon une étude du CNRS s'appuyant sur une série de données couvrant la période 1971-2000. En 2020, Météo-France publie une typologie des climats de la France métropolitaine dans laquelle la commune est exposée à un climat océanique et est dans la région climatique  Côtes de la Manche orientale, caractérisée par un faible ensoleillement (1 550 h/an) ; forte humidité de l’air (plus de 20 h/jour avec humidité relative > 80 % en hiver), vents forts fréquents. Parallèlement le GIEC normand, un groupe régional d’experts sur le climat, différencie quant à lui, dans une étude de 2020, trois grands types de climats pour la région Normandie, nuancés à une échelle plus fine par les facteurs géographiques locaux. La commune est, selon ce zonage, exposée à un « climat maritime », correspondant au Pays de Caux, frais, humide et pluvieux, légèrement plus frais que dans le Cotentin.
Pour la période 1971-2000, la température annuelle moyenne est de 10,7 °C, avec une amplitude thermique annuelle de 12,4 °C. Le cumul annuel moyen de précipitations est de 903 mm, avec 12,7 jours de précipitations en janvier et 8,2 jours en juillet. Pour la période 1991-2020, la température moyenne annuelle observée sur la station météorologique la plus proche, située sur la commune de Dieppe à 21 km à vol d'oiseau, est de 11,3 °C et le cumul annuel moyen de précipitations est de 805,2 mm,. Pour l'avenir, les paramètres climatiques de la commune estimés pour 2050 selon différents scénarios d'émission de gaz à effet de serre sont consultables sur un site dédié publié par Météo-France en novembre 2022.

## Urbanisme

### Typologie
Au 1er janvier 2024, Veules-les-Roses est catégorisée commune rurale à habitat dispersé, selon la nouvelle grille communale de densité à sept niveaux définie par l'Insee en 2022.
Elle est située hors unité urbaine et hors attraction des villes,.
La commune, bordée par la Manche, est également une commune littorale au sens de la loi du 3 janvier 1986, dite loi littoral. Des dispositions spécifiques d’urbanisme s’y appliquent dès lors afin de préserver les espaces naturels, les sites, les paysages et l’équilibre écologique du littoral, tel le principe d'inconstructibilité, en dehors des espaces urbanisés, sur la bande littorale des 100 mètres, ou plus si le plan local d’urbanisme le prévoit.

### Occupation des sols
L'occupation des sols de la commune, telle qu'elle ressort de la base de données européenne d’occupation biophysique des sols Corine Land Cover (CLC), est marquée par l'importance des territoires agricoles (83,5 % en 2018), en diminution par rapport à 1990 (87,9 %). La répartition détaillée en 2018 est la suivante : 
terres arables (78,7 %), zones urbanisées (15,9 %), prairies (4,8 %), zones humides côtières (0,6 %). L'évolution de l’occupation des sols de la commune et de ses infrastructures peut être observée sur les différentes représentations cartographiques du territoire : la carte de Cassini (XVIIIe siècle), la carte d'état-major (1820-1866) et les cartes ou photos aériennes de l'IGN pour la période actuelle (1950 à aujourd'hui).

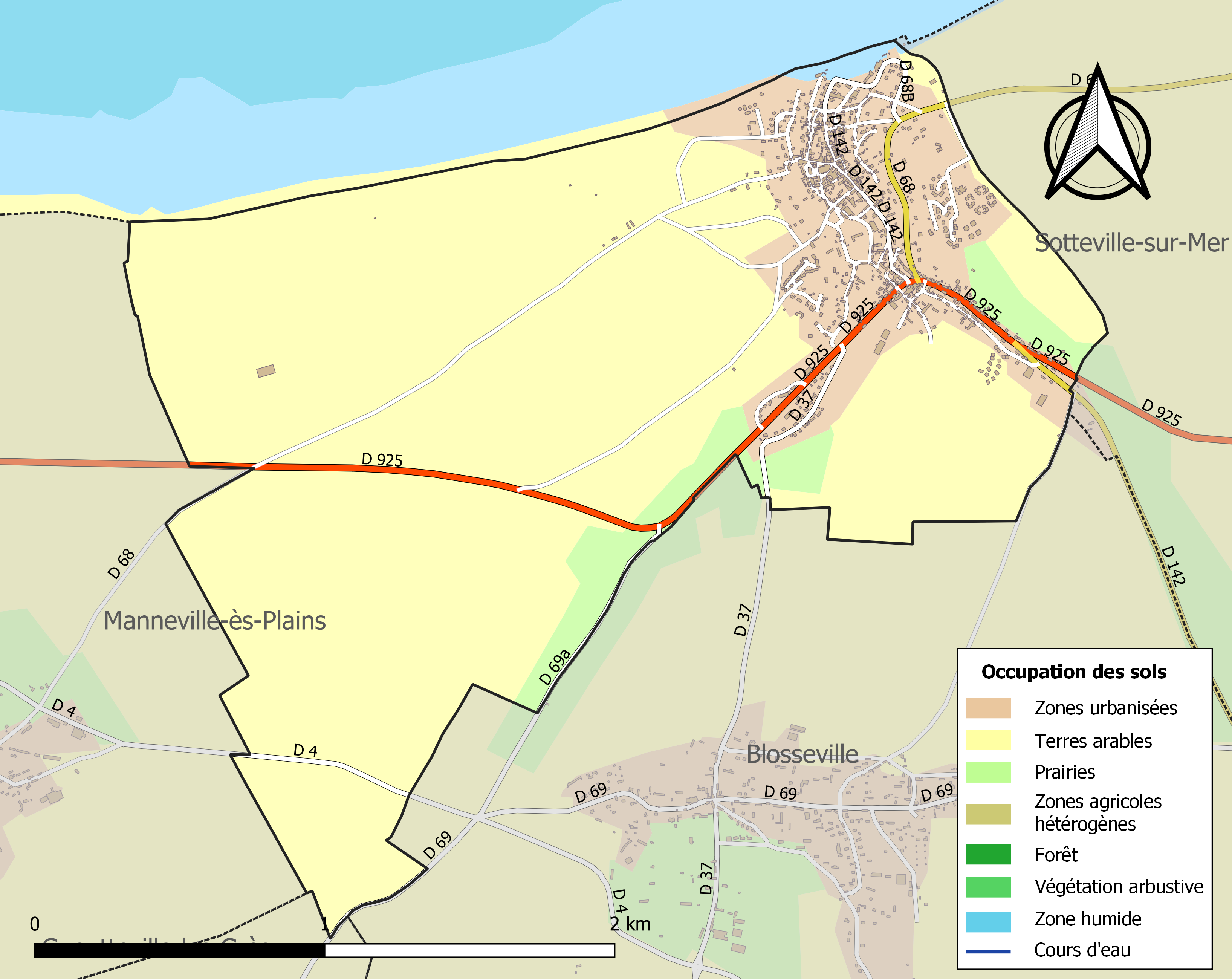
Carte des infrastructures et de l'occupation des sols de la commune en 2018 (CLC).

## Toponymie
Le nom de la localité est attesté sous la forme Wellas en 1025, Welles, Veules au XIVe siècle.
Il s'agit du vieil anglais wella (anglais moderne well « puits ») ou du vieux norrois vella, au pluriel qui peut désigner un cours d'eau ou une source, en l'occurrence « la Veules ». Le transfert du nom d'un cours d'eau au nom d'un lieu est fréquemment observé, ainsi trouve-t-on en Seine-Maritime : Dieppe, Fécamp, Eu, etc.
Homonymie avec les Wells d'Angleterre.
On identifie cet élément en Normandie dans des composés fréquents comme Cresseveuille (Cresseveulle 1668 cf. Creswell, GB), Rouelles (désigné sous la forme Rodewella au Moyen Âge cf. Rothwell, GB), Rouelles (lieu-dit à Sainte-Mère-Église), le Radegueule (Radevel XIIe siècle cf. Radwell, GB), etc.
Le déterminant complémentaire -les-Roses a remplacé celui de -en-Caux  (Journal officiel du 30 juillet 1897), il revêt un caractère quelque peu publicitaire, car il n'y a aucune production de roses dans cette cité balnéaire.

## Histoire

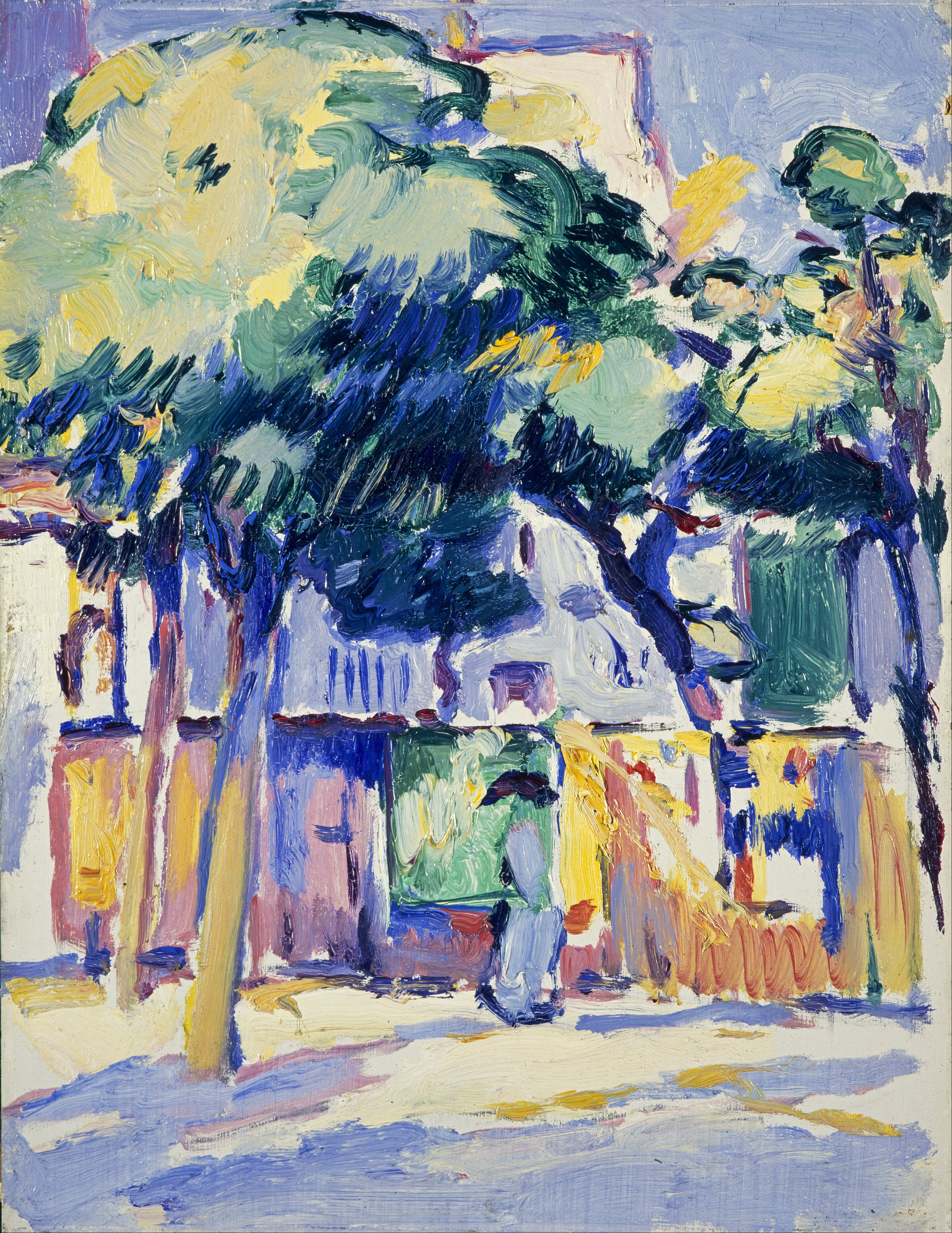
Par Samuel Peploe, 1910.

Dès 1840, l'actrice de la Comédie-Française, Mademoiselle Anaïs, entraîne dans son enthousiasme le comédien Étienne Mélingue. L'écrivain Paul Meurice y reçoit à plusieurs reprises son ami Victor Hugo.
L'écrivain Michel Bussi a écrit une nouvelle dédiée à l'actrice dans son ouvrage T'en souviens-tu mon Anaïs ?. Il imagine un secret gardé par la jeune femme et qui impliquerait Victor Hugo.
Amoureux de Veules-les-Roses, l'auteur déclare dans un entretien (22 juillet 2015) mené avec un journaliste de Tendance Ouest[réf. nécessaire], à propos de son endroit préféré en Haute-Normandie : « Je pense que ça devrait être la côte d’Albâtre, plus particulièrement la ville de Veules-les-Roses. J’aime ce village qui reste préservé, presque secret et qui n’est pas encore touché par le tourisme de masse. J’adore ses falaises, la ville a quelque chose de romantique et de sauvage. »
Veules et ses environs ont ensuite été le lieu d'élection de plusieurs peintres russes au XIXe siècle, en particulier Alexeï Bogolioubov (qui découvre la Normandie en 1857), Ilia Répine, Vassili Polenov, Konstantine Savitski, Alexeï Harlamov et Karl Goun.
Deux représentants des coloristes écossais Samuel Peploe et John Duncan Fergusson y ont aussi posé leur chevalet.
En juin 1940, 3000 soldats français et anglais sont évacués sur la plage de Veules pour échapper à la capture. Les 11 et  12 juin 1940, la ville subit une bataille destructrice entre le 23e groupe de reconnaissance de division d'infanterie et la 7e Panzerdivision du général Rommel. Le front de mer est particulièrement détruit par les combats. Un patrouilleur, le Cérons, est coulé face à la plage.

## Politique et administration

### Liste des maires
| Période                                  | Période                    | Identité           | Étiquette | Qualité |
| ---------------------------------------- | -------------------------- | ------------------ | --------- | --- |
| Les données manquantes sont à compléter. |                            |                    |           | |
| c. 1845                                  | 11 juin 1868               | Adolphe Leseigneur |           | |
| 1873                                     | 1880                       | Ouvry              |           | |
| 1882                                     | 1891                       | Esprit Bellemère   |           | Pharmacien |
| 1891                                     | 1908                       | Pelletier          |           | |
| Les données manquantes sont à compléter. |                            |                    |           | |
| 1908                                     | 1918                       | Victor Denoyer     |           | Entrepreneur |
| 1921                                     |                            | Eugène Delafosse   |           | |
| 1925                                     | 1940                       | Pierre Girard      |           | Médecin |
| 1947                                     | 1947                       | Pascal Lebrument   |           | Marchand de chaussures                                                                                                |
| 1947                                     |                            | Girard             |           | Médecin |
| 1945                                     | 1957                       | Dr Maréchal        |           | |
| Les données manquantes sont à compléter. |                            |                    |           | |
| 1957                                     | mars 1977                  | Jean Lamy          | DVD       | Directeur d'hôtel |
| 1977                                     | 1983                       | Michel Perdu       | DVD       | Médecin |
| 1983                                     | 1989                       | Jean Deltombe      | DVD       | Médecin |
| juin 1989                                | 1995                       | André Lemonnier    | DVD       | Retraité |
| juin 1995                                | juillet 2020               | Jean-Claude Claire | DVD       | Ferronnier d’Art Vice-président de la CC de la Côte d'Albâtre (2008 → 2020 )                                          |
| juillet 2020,                            | En cours (au 10 août 2020) | Yves Tasse         | SE        | Cadre entreprise de distribution produits pour la restauration Vice-président de la CC de la Côte d'Albâtre (2020 → ) |

### Jumelages
Veules-les-Roses a signé un serment de jumelage avec :
- Alfriston (Grande-Bretagne) depuis 2013.
- Cérons (France) depuis 2016.

## Équipements et services publics

### Espaces publics
Le 30 septembre 2017, Veules-les-Roses est classée par l'association des plus beaux villages de France, devenant le 157e membre de l'association et le 1er membre de Seine-Maritime.
Dans son communiqué, l'association précise : « L’histoire est belle et l’issue, quasi inattendue pour l’un des plus anciens villages du pays de Caux. Car rien - ou presque, n’aura épargné Veules-les-Roses : des invasions barbares à la Seconde Guerre mondiale en passant par les guerres de Religion… Pillages, incendies, destructions n’ont pourtant pas eu raison de la volonté des Veulais de reconstruire et protéger leur patrimoine ».

## Population et société

### Démographie
L'évolution du nombre d'habitants est connue à travers les recensements de la population effectués dans la commune depuis 1793. Pour les communes de moins de 10 000 habitants, une enquête de recensement portant sur toute la population est réalisée tous les cinq ans, les populations de référence des années intermédiaires étant quant à elles estimées par interpolation ou extrapolation. Pour la commune, le premier recensement exhaustif entrant dans le cadre du nouveau dispositif a été réalisé en 2005.

En 2022, la commune comptait 515 habitants, en évolution de −14,45 % par rapport à 2016 (Seine-Maritime : +0,35 %, France hors Mayotte : +2,11 %).
| 1793  | 1800  | 1806  | 1821  | 1831  | 1836  | 1841  | 1846  | 1851  |
| ----- | ----- | ----- | ----- | ----- | ----- | ----- | ----- | ----- |
| 1 600 | 1 285 | 1 401 | 1 489 | 1 530 | 1 591 | 1 532 | 1 550 | 1 537 |

| 1856  | 1861  | 1866  | 1872  | 1876  | 1881  | 1886  | 1891 | 1896 |
| ----- | ----- | ----- | ----- | ----- | ----- | ----- | ---- | ---- |
| 1 506 | 1 520 | 1 461 | 1 302 | 1 205 | 1 025 | 1 010 | 964  | 870  |

| 1901 | 1906 | 1911 | 1921 | 1926 | 1931 | 1936 | 1946 | 1954 |
| ---- | ---- | ---- | ---- | ---- | ---- | ---- | ---- | ---- |
| 760  | 722  | 716  | 594  | 612  | 571  | 608  | 705  | 717  |

| 1962 | 1968 | 1975 | 1982 | 1990 | 1999 | 2005 | 2006 | 2010 |
| ---- | ---- | ---- | ---- | ---- | ---- | ---- | ---- | ---- |
| 688  | 691  | 629  | 686  | 753  | 676  | 599  | 586  | 551  |

| 2015 | 2020 | 2022 | - | - | - | - | - | - |
| ---- | ---- | ---- | - | - | - | - | - | - |
| 594  | 523  | 515  | - | - | - | - | - | - |

## Économie

### Entreprises et commerces

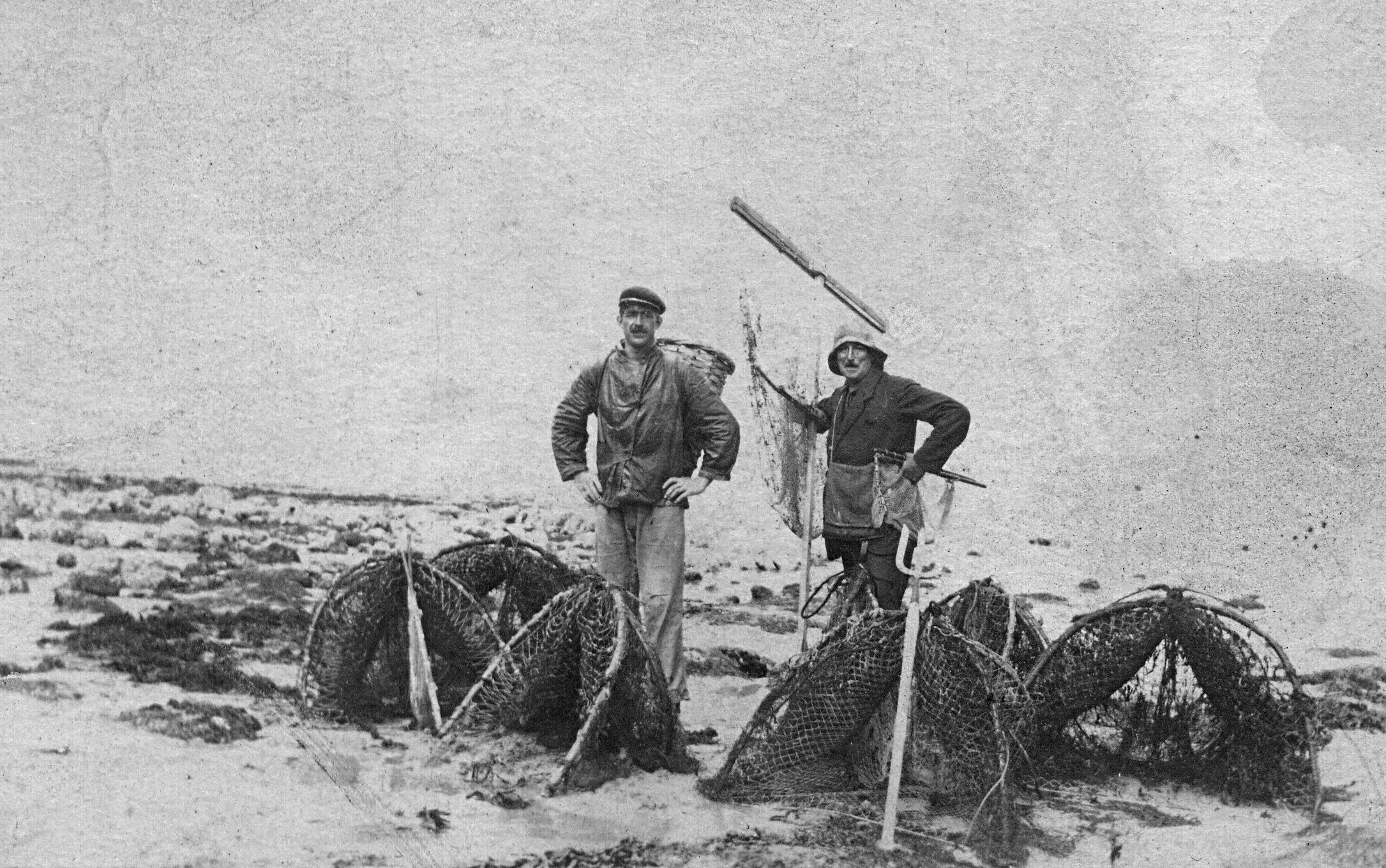
Pêqueux à marée basse tendant des verveux et faisant une marée de crevettes au pousseux.

À Veules, la pêche a été une activité importante durant les décennies passées. Des pêcheurs avec leur doris, allaient tendre au large leurs trémails, bertelles (filets à grosses mailles) casiers ou cordes. De même, à marée basse, ces mêmes pêcheurs allaient poser leurs parcs, tendre leurs verveux ou faire une marée de salicoques (crevettes) aux pousseux, fouines, lannets ou autres caudières (balances). La fourche à bêcher était utilisée pour attraper les équilles. Aujourd'hui, on peut encore admirer ces derniers artisans de la pêche et faire une petite marée de crevettes, s'amuser dans les rochers à ramasser quelques vigneaux (bigorneaux) ou cueillir des moules.
L'activité de nos jours s'est enrichie, outre le développement de la cressiculture dans les sources de la Veules, par la production d'huîtres au pied des falaises.

## Culture locale et patrimoine

### Lieux et monuments

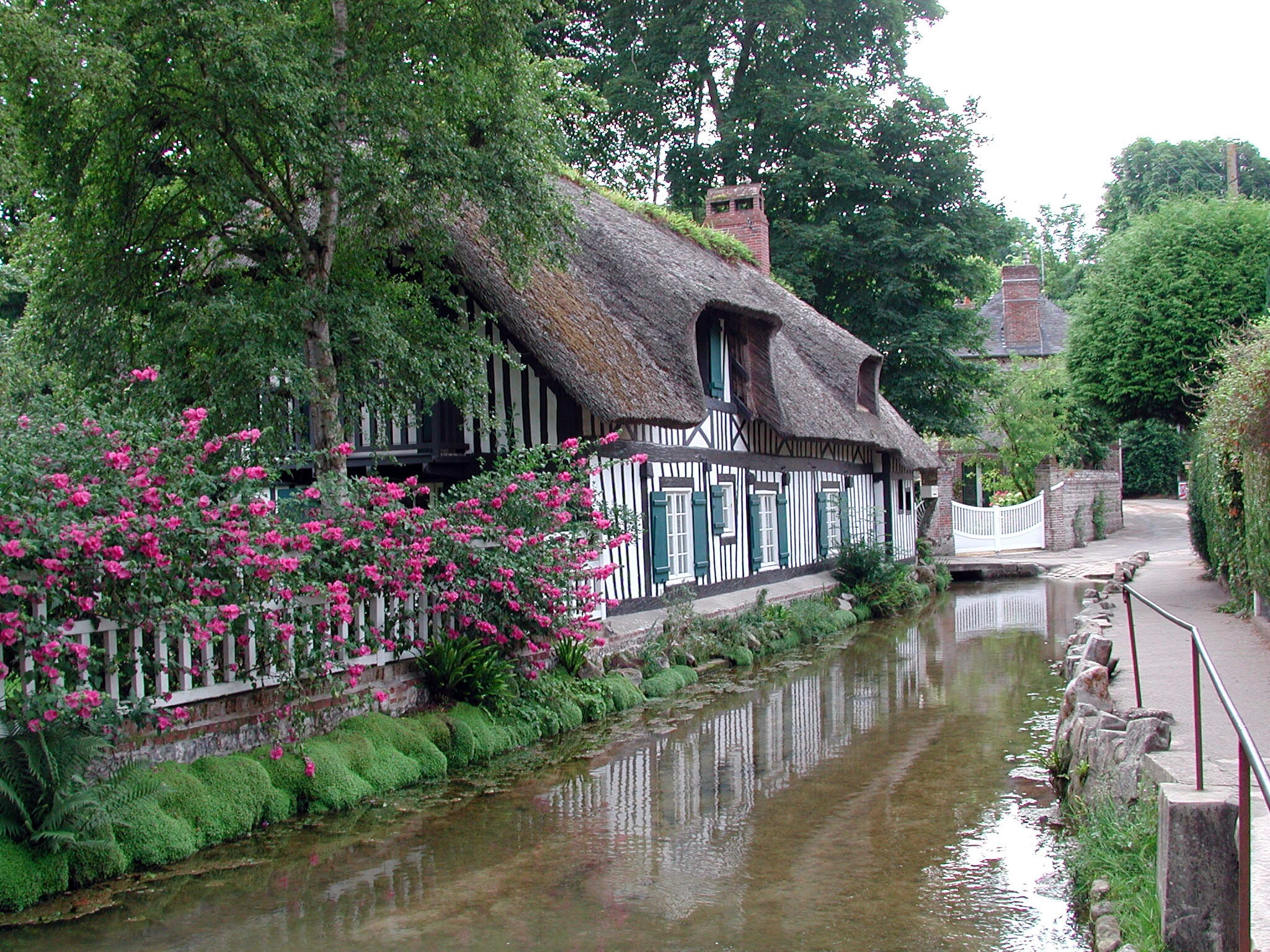
L'abreuvoir.

- Trois demeures et villas de bord de mer aux 6, 13 et 25 rue du Docteur-Pierre-Girard (RD 142)[29],[30],[31]
- Chemin dit des Champs-Élysées, un moulin répertorié du patrimoine culturel[32]
- Autres moulins à eau sur le cours de la Veules[33]
- Église Saint-Martin[34]  Classée MH (1996)
- Jardin Saint-Nicolas, dans lequel on trouve les ruines de l'église du même nom[35] et la croix hosannière nimbée du XVe siècle[36]  Classé MH (1930)
- Monument à Victor Hugo, place Mélingue, auquel ont contribué les sculpteurs André-Joseph Allar, Louis-Ernest Barrias et Denys Puech[37].
- L'épave du Cérons, navire coulé le 12 juin 1940, visible sur la plage à marée basse[38].

### Patrimoine naturel

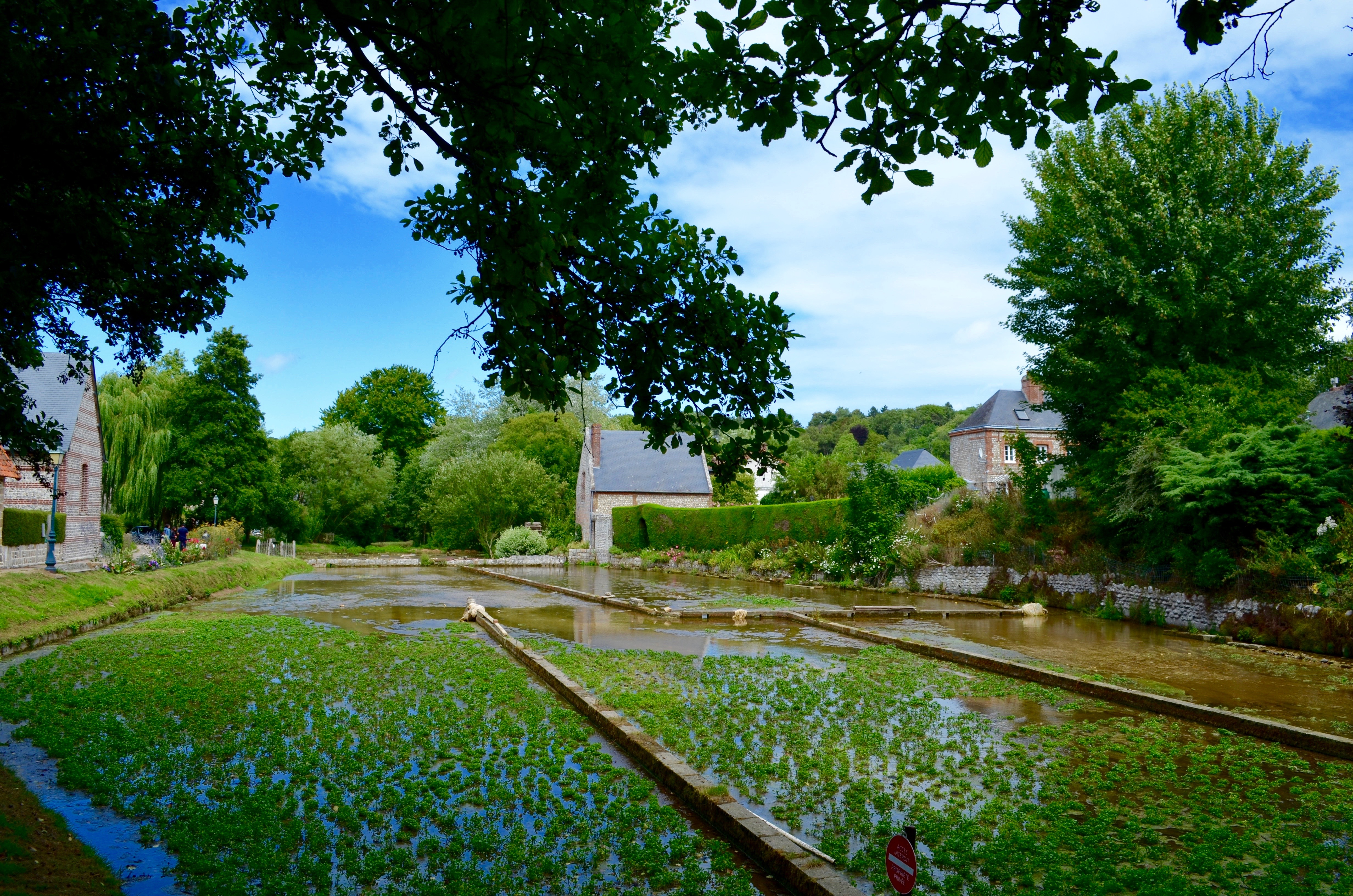
Les cressonnières.

Les espaces remarquables du littoral sur la commune sont cartographiés depuis 1994  (1994).
Les cressonnières sont situées au début de la balade touristique qui mène à la plage en passant par les Champs-Élysées.

### Personnalités liées à la commune

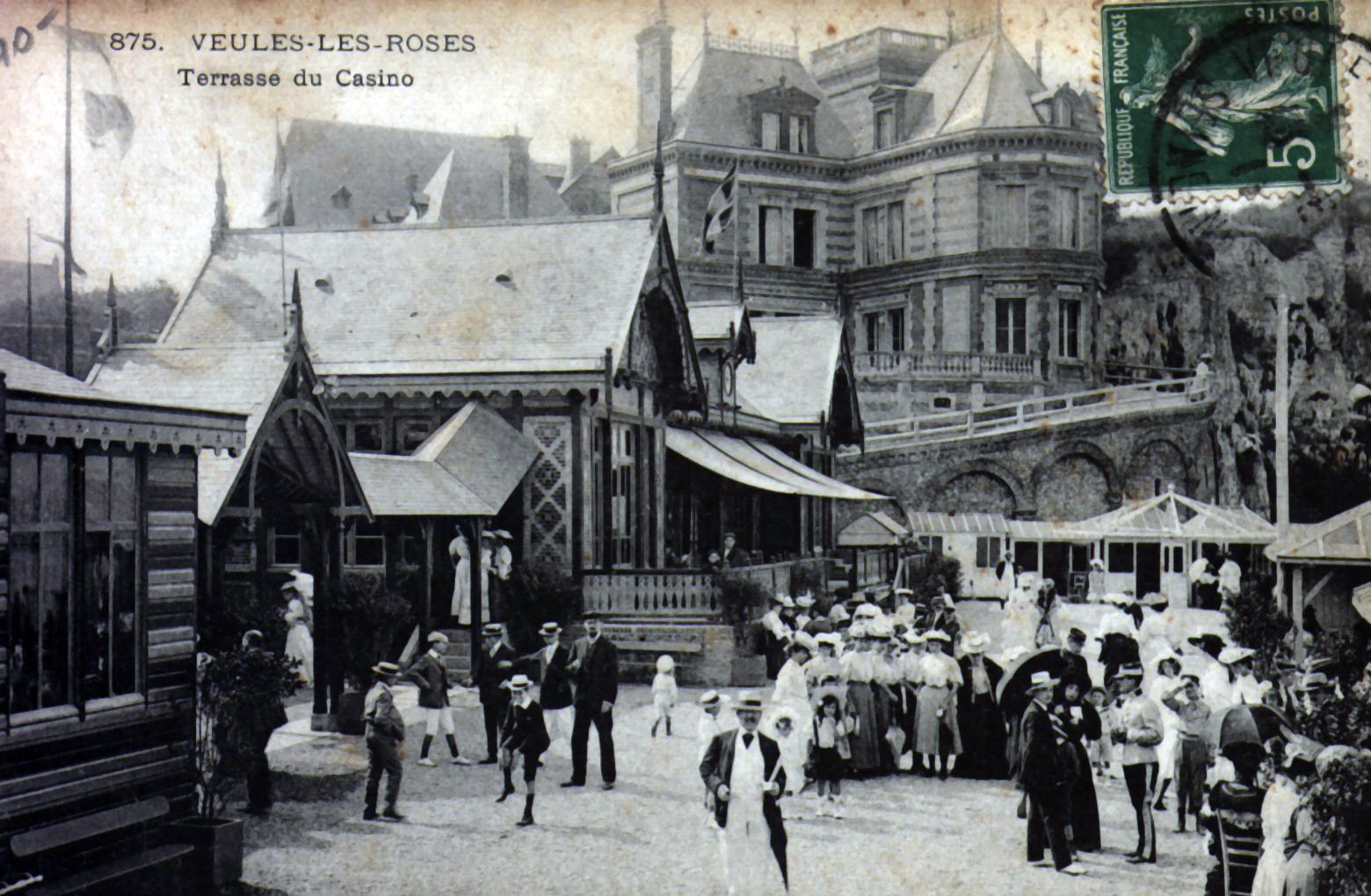
Terrasse du Casino vers 1908.

Anaïs Aubert fut suivie par de nombreux autres artistes, Étienne Mélingue, les paysagistes Xavier et César De Cock frères, Antoine Chintreuil et Henri Harpignies, Paul Meurice, les comédiens Paul-Louis Leroux (de la Comédie-Française) et Eugène Pierron, Alexandre Dumas fils, Lockroy, José-Maria de Heredia, Henri Rochefort, Alexis Bouvier, Jules Michelet, Victor Hugo, les poètes Jean Richepin et François Coppée, les dramaturges Jules Claretie, Henri Lavedan, Émile Bergerat et le compositeur Alexandre Georges.

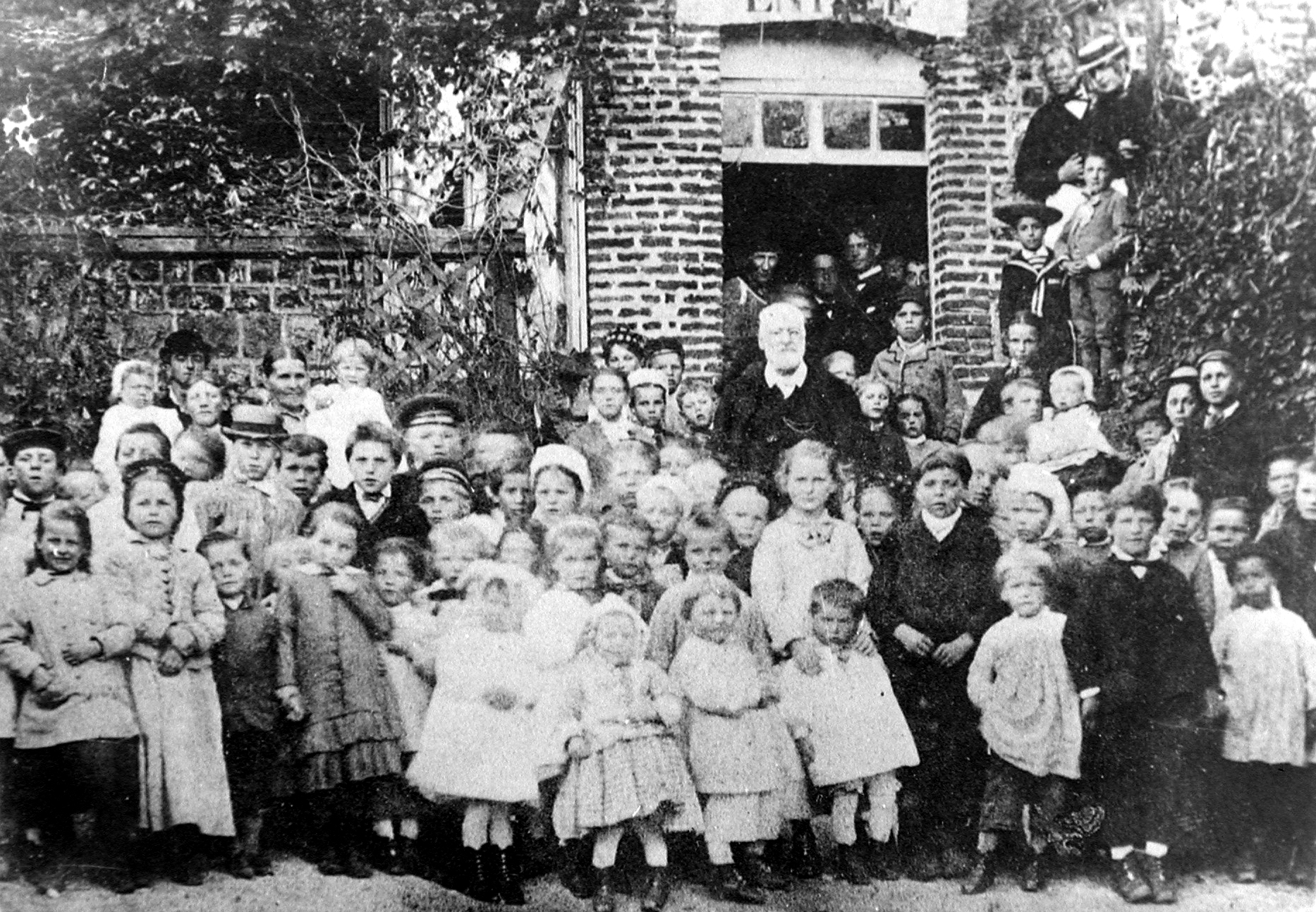
Banquet offert par Victor Hugo aux enfants de Veules (24 septembre 1882).

Des hommes politiques comme Henry Maret, Alexandre Millerand, René Viviani, Louis Malvy, Albert Clemenceau ou Pierre Taittinger fréquentent également la station.
Victor Boucher, Georges Chamarat, Saint-Granier, l’écrivain Maurice Privat, Dominique Bonnaud ainsi que les sportifs Suzanne Lenglen et Lucien Gaudin fréquentent Veules par la suite.
Anna Hope Hudson a établi un hôpital pour soldats pendant la Première Guerre mondiale.

### Héraldique
| Armes de Veules-les-Roses | D'azur au voilier d'argent, la coque bordée d'or, flammé du même, voguant sur une mer d'argent agitée d'azur, de laquelle émerge un filet de sable chargé de poissons d'or hissé à bord du bateau par un marin d'argent vêtu et couvert de sable, le tout accosté de deux roses naturelles de gueules, les pétales bordés d'argent, tigées et feuillées de sinople, celle de dextre posée en barre et cette de senestre affrontée posée en bande; au chef cousu de gueules chargé de deux bouquets de roses naturelles sans nombre d'or, de gueules et d'argent, tigées et feuillées de sinople, adextrées de deux léopards d'or passant l'un sur l'autre. Les deux léopards d'or sur champ de gueules rappellent les armes de la Normandie. |

## Pour approfondir